# Lyngholmen (Lindås)
Ne doit pas être confondu avec Lyngholmen ou Lyngholmen (Øygarden).
Lyngholmen est une île dans le landskap Sunnhordland du comté de Vestland. Elle appartient administrativement à Lindås.

## Géographie
Rocheuse et couverte d'arbres, elle s'étend sur environ 165 m de longueur pour une largeur approximative de 110 m. 